# Movimiento estudiantil-popular de 1960 en Chilpancingo
El Movimiento estudiantil-popular de 1960 en Chilpancingo correspondió a una serie de movilizaciones en la ciudad de Chilpancingo de los Bravo, Guerrero al sur de México realizadas entre los meses de marzo y diciembre de 1960. En un principio, convocadas por el Comité Ejecutivo de la Federación de Estudiantes del Colegio del Estado, órgano encabezado por el líder estudiantil Jesús Araujo Hernández quien junto con una gran cantidad de grupos de estudiantes universitarios pedían la autonomía de la Universidad de Guerrero (hoy Universidad Autónoma de Guerrero) e hicieron estallar una huelga general el 21 de octubre de 1960, luego realizando una serie de motines y una gran manifestación el 20 de noviembre con el respaldo de numerosos sectores sociales de la ciudad y el estado. El movimiento culminaría con la masacre de alrededor de 20 personas por parte de tropas del ejército mexicano el 30 de diciembre en el centro de la ciudad y la caída del gobierno estatal de Raúl Caballero Aburto el 4 de enero de 1961.
Oficialmente no se ha sabido una cifra exacta de muertos y heridos. En el 47 aniversario de la masacre el 30 de diciembre de 2007, en un acto organizado por la Universidad Autónoma de Guerrero, el H. Ayuntamiento de Chilpancingo de los Bravo y la Dirigencia Estatal del PRD se afirmó la muerte de 19 personas. Sin embargo, en otro acto celebrado el mismo día en la Alameda Granados Maldonado se sostuvo la muerte de 17 personas..

## Antecedentes
El Colegio del Estado, antecesor del actual Universidad Autónoma de Guerrero, se fundó en abril de 1942 en el mandato estatal de Gerardo Rafael Catalán Calvo. En 1950, el gobernador Baltazar R. Leyva Mancilla declara a la institución, por decreto el 22 de diciembre que su educación sería de carácter universitaria siendo necesario en el estado, un ejército de profesionales que pudieran integrarse a las diferentes ramas de la economía y del aparato gubernamental, y de esa manera promover su crecimiento esos 4. En el Colegio, con los gobiernos estatales venideros, se generó una serie de inconformidades y protestas por parte del sector estudiantil que pedían la autonomía de la institución, reformas a la Ley orgánica y aumento al subsidio económico del Colegio. A su vez, pedían la destitución de su rector Alfonso Ramírez Altamirano, quien carecía de título universitario, además de ser impuesto por el gobernador en turno. Por otro parte, denunciaban actos de corrupción y crimines cometidos por la administración del General Raúl Caballero Aburto (1957-1961). Aquel movimiento se agravó en marzo de 1960 al integrarse el Frente Reivindicador de Juventudes de Guerrero que hizo la convocatoria a mítines estudiantiles y la invitación a diversos sectores de Chilpancingo para escuchar sus proclamas y lograr su respaldo a la lucha, todo esto, previo al tercer informe de gobierno del gobernador, el 1 de abril de ese año. Al celebrarse aquel acto, Caballero Aburto anuncia la creación de la universidad de Guerrero y es reconstituida oficialmente el 22 de marzo de ese año y el 17 de junio promulgada su Ley Orgánica, pero sin ningún órgano rector oficial que la regulara como su nuevo nombre le atribuiría. Esto provocó que las manifestaciones en las calles de Chilpancingo se agudizaran y es cuando elementos del ejército mexicano comienzan también a realizar actos represivos en contra de los estudiantes. Al mismo tiempo, la Asociación Cívica Guerrerense mantenía también una postura disidente en contra del gobierno de Caballero Aburto y la intención de organizar mítines de campesinos.

## Huelga
En octubre de ese año, ya se había constituido el Comité de Huelga de la Federación de Estudiantes del Colegio del Estado y el 21 de octubre de 1960 estalla oficialmente la huelga de estudiantes colocando sus respectivas bandas rojinegras en los accesos de la Universidad de Guerrero. Tropas del ejército mexicano, por órdenes del gobierno estatal, sitian los alrededores de la institución. Las tropas eran encabezadas por el general Julio Morales Guerrero del XXIV Batallón de Infantería, con sede en Chilpancingo. Esta situación generó el descontento de muchos grupos de ciudadanos que se habían sumado al movimiento y cercaron a los militares siendo necesaria la mudanza del centro de operaciones de la huelga a unas cuadras de la universidad. El 31 de octubre se realizó una numerosa manifestación y posteriormente se constituye la Coalición de Organizaciones Populares (COP) que quedó integrada por diversos grupos y clases sociales, no solo de la ciudad de Chilpancingo, si no de diversas regiones del estado. Es así que el movimiento adopta un carácter popular y demandaban un objetivo común, la desaparición de los poderes en el estado para después restablecer el orden en la educación de Guerrero.
El 12 de noviembre, ya constituida la Coalición de Organizaciones Populares dos días antes, da a conocer sus puntos de lucha que se resumen en lo siguiente:

1. Desaparición de poderes en el Estado de Guerrero.
2. Aplicación de la Ley de Responsabilidades al Gral. Raúl Caballero Aburto.
3. Derogación de los decretos nocivos a la población.
4. Que en el Estado de Guerrero se termine de una vez por todas con los latifundios.
5. Que en el caso de la Universidad, se le dé una orientación para que se ponga al servicio del pueblo y sea la que promueva el desarrollo social, industrial y político de nuestro Estado.

COP, 1960.

El 20 de noviembre de 1960, se realiza otra manifestación, la más numerosa del movimiento con un aproximado de 20,000 asistentes. Cívicos seguidores del movimiento de Genaro Vázquez fueron desalojados de manera represiva del jardín Cuellar por elementos del ejército del XXIV Batallón de Infantería de la ciudad. Por su parte, Caballero desapareció de la imagen pública y dejó a cargo de Xavier Olea Muñoz, procurador de justicia, para que a través de este se mantuviera informado de los hechos que trascendían en la capital por medio del General Julio Morales Guerrero.

## La masacre
El viernes 30 de diciembre de 1960, pasado el mediodía, un electricista colgaba una manta en un poste de luz a tan solo una cuadra de la universidad cuando un elemento del ejército mexicano le disparó y murió instantáneamente. Este hecho provocó el descontento de un gran número de personas, entre estudiantes y ciudadanos, que poco a poco comenzaron a concentrarse en la alameda Francisco Granados Maldonado. Posteriormente, tres secciones del XXIV Batallón de Infantería encabezados por el General Julio Morales Guerrero hicieron presencia en dicha avenida creando confusión entre los presentes, el contingente avanzó hasta la intersección con la calle Galeana, este sugirió a los civiles presentes que abrieran camino a los soldados a lo que estos se resistieron profundamente. Al ver la negativa de los estudiantes y ciudadanos, Flores Guerrero ordena disparar a la multitud dejando muertas a alrededor de 19 personas y docenas de heridos. La matanza también contó con el apoyo de francotiradores contratados por el gobierno del estado que desde edificios adyacentes a la alameda dispararon tanto a civiles como soldados, esto con el fin de generar confusión. El ejército recogió los cuerpos y se los llevó en camionetas de redilas. Esa noche, se desalojó la universidad y a los estudiantes que se encontraban ahí, estos fueron brutalmente golpeados e insultados por soldados y llevados a las mazmorras del Palacio de Gobierno.

### La caída del gobierno de Raúl Caballero Aburto
El 4 de enero de 1961, de acuerdo con lo establecido en la Ley Reglamentaria de la Fracción V del Artículo 76 Constitucional, el senado de la república decretó por séptima ocasión en la historia política del estado de Guerrero la desaparición de los poderes propiciando la salida definitiva de Raúl Caballero Aburto del gobierno. En su lugar, fue designado como gobernador provisional Arturo Martínez Adame. Tras la entrada del nuevo gobierno, la presión popular hizo posible la liberación de un gran número de estudiantes detenidos y encarcelados por el ejército.

## Institución de la Autonomía a la Universidad de Guerrero
El nuevo gobernador, para dar una respuesta oportuna a la demanda estudiantil, convocó a la formación de un Consejo Directivo Interino para que este a su vez integrara un Consejo Universitario, formulara un proyecto de estatuto y colocara una planta docente con un título y perfil universitario.
Es hasta enero de 1962, que se constituye con igual número de consejeros maestros y estudiantes, el Honorable Consejo Universitario. Al mes siguiente, es elegido Virgilio Gómez Moharro como el primer rector por dicho Consejo. En abril de ese mismo año, es aprobado el Estatuto General que establece la institución de la Autonomía en la universidad. A su vez, se señalaron las diferentes escuelas que pertenecerían a la institución.
En 1963, es terminada la primera Ley Orgánica de la institución, basada el Estatuto y el ejercicio pleno de su autonomía y elaborada por los mismos estudiantes. El 4 de septiembre de 1963 se publicó en el Periódico Oficial del Gobierno del Estado, el documento con el título Ley Orgánica n.º 24 de la ya Universidad Autónoma de Guerrero estableciendo en forma definitiva el régimen autónomo en la universidad.